# 제주시 을
제주시 을은 대한민국의 국회의원 선거구이다. 제주특별자치도 제주시 일부를 관할한다. 현 지역구 국회의원은 더불어민주당의 김한규이다.

## 역사
2006년 7월 1일을 기해 제주특별자치도가 출범했으며 제주시와 북제주군은 통합되어 통합 제주시가 출범했다. 이에 제18대 국회의원 선거를 앞두고 제주시의 일부 지역을 관할하는 선거구로 신설되었다. 신설 당시 제주시 구좌읍, 조천읍, 우도면, 일도1동, 일도2동, 이도1동, 이도2동, 건입동, 화북동, 삼양동, 봉개동, 아라동을 관할했다.

## 관할 구역
| 대수  | 관할 구역                                                                                                 |
| ----- | --- |
| 18대~ | 제주시 구좌읍, 조천읍, 우도면, 일도1동, 일도2동, 이도1동, 이도2동, 건입동, 화북동, 삼양동, 봉개동, 아라동 |

## 역대 국회의원
| 선거   | 정당 | 정당         | 의원   |
| ------ | ---- | ------------ | ------ |
| 2008년 |      | 통합민주당   | 김우남 |
| 2012년 |      | 민주통합당   | 김우남 |
| 2016년 |      | 더불어민주당 | 오영훈 |
| 2020년 |      | 더불어민주당 | 오영훈 |
| 2022년 |      | 더불어민주당 | 김한규 |
| 2024년 |      | 더불어민주당 | 김한규 |

## 역대 선거 결과

### 대한민국 제18대 국회의원 선거
|  | 43.11% |

|  | 37.83% |

|  | 6.87% |

|  | 6.54% |

|  | 4.40% |

|  | 1.23% |

### 대한민국 제19대 국회의원 선거
|  | 69.89% |

|  | 17.92% |

|  | 12.17% |

### 대한민국 제20대 국회의원 선거
|  | 45.19% |

|  | 42.26% |

|  | 11.68% |

|  | 0.85% |

### 대한민국 제21대 국회의원 선거
|  | 55.35% |

|  | 41.06% |

|  | 2.67% |

|  | 0.51% |

|  | 0.38% |

### 2022년 대한민국 재보궐선거
|  | 49.41% |

|  | 45.14% |

|  | 5.43% |

### 대한민국 제22대 국회의원 선거
|  | 64.64% |

|  | 31.96% |

|  | 3.39% |

## 같이 보기
- 제주특별자치도의 선거구
- 제주시의 국회의원